# Étienne-Pierre-Adrien Gois
Pour les articles homonymes, voir Gois.
Étienne-Pierre-Adrien Gois dit Étienne Gois le père, né le 1er janvier 1731 à Paris où il est mort le 3 février 1823 est un sculpteur français.

## Biographie
D’abord élève d’Étienne Jeaurat, Gois passa ensuite dans l’atelier de Michel-Ange Slodtz et remporta le premier grand prix de sculpture en 1757 pour un bas-relief sur le thème de Tullie faisant enlever les morts. À la fin de son séjour romain au palais Mancini, il exécuta un buste de La Douleur, œuvre qui obtint un vif succès au Salon de 1760.
Revenu de Rome où il avait fait de fructueuses études, il fut agrégé à l’Académie royale de peinture et de sculpture le 26 octobre 1765, et reçu académicien le 23 février 1770 avec le buste en marbre de Louis XV, destiné à orner la salle des séances de l’Académie, et avec le modèle en terre cuite d’Aristée pleurant la perte de ses abeilles ; ce dernier morceau lui avait été primitivement imposé avant qu’il fût chargé de faire le buste du roi.
Le 27 juillet 1776, l’Académie le nomma professeur adjoint. Il est nommé professeur le 7 juillet 1781 en remplacement de Louis-Jean-François Lagrenée dit l'Aîné et il est confirmé le 30 novembre 1794. Il aura pour successeur Guillaume Guillon Lethière en 1819. En 1788, il donna à l’Académie un modèle de cheval écorché soigneusement exécuté.
Son fils, Étienne Gois le fils (1765-1836), fut son élève.

## Œuvres dans les collections publiques
En France
- Bayonne, musée Bonnat-Helleu : Femme pleurant appuyée sur une urne, statuette en terre cuite.
- Dijon, musée des beaux-arts : 
  - Buste du père de l'artiste, vers 1760, terre cuite, 64 × 40 × 27 cm ;
  - Les Miracles de saint Jacques et saint Philippe, 1773, bas relief en plâtre, 31 × 178 cm.
- Dijon, musée Magnin :
  - La Délivrance de saint Pierre, dessin ;
  - Le Sacrifice d’Iphigénie, dessin.
- Gaillon, chartreuse de Bourbon-lès-Gaillon[3], reconstruite par Pierre-Louis Helin :
  - Saint Bruno faisant l'oraison, 1776, statue en stuc, exposée dans l'église Saint-Georges d'Aubevoye[4] et peinte à l'origine par Pierre-Antoine Demachy;
  - Notre-Dame de Bonne Espérance, œuvre détruite.
- Paris :
  - Cité de l'architecture et du patrimoine : Saint Jacques et Saint Philippe prêchant et guérissant les malades, bas-relief destiné à l’église Saint-Philippe-du-Roule à Paris, déposé au musée des Petits-Augustins pendant la Révolution.
  - église Saint-Germain-l'Auxerrois : Saint Vincent, statue dans le chœur.
  - hôtel de Saint-Florentin : deux statues en pierre ornant les corniches de la cour (Le Silence et La Renommée ?).
  - musée du Louvre :
    - La Douleur, 1764, buste en marbre[5] ;
    - La Justice, 1783, statuette en terre cuite[6] ;
    - Mathieu Molé (1584-1656), 1789, statue en marbre[7].

  - Palais de justice : La Justice, Salon de 1785, statue en plâtre.
- Versailles, châteaux de Versailles et de Trianon :
  - Portrait de Louis XV, roi de France et de Navarre (1710-1774), 1770, buste en marbre ;
  - Michel de l'Hôpital, chancelier de France (1505-1573), Salon de 1777, statue en marbre ;
  - Michel de l’Hôpital, chancelier de France (1505-1573), Salon de 1801, buste en hermès en marbre.
- Sens, cathédrale saint-Étienne : Saint Nicolas, bas-relief en marbre.
- Tours, musée des beaux-arts : Autoportrait avec figures, plume et encre noire, lavis gris sur papier[8]

Au Royaume-Uni
- Cardiff, musée national du pays de Galles : Claude-François Guilleaumeau de Fréval, 1770, buste en marbre.

Localisation inconnue
- Serment de nobles devant la Chambre des Comptes, bas-relief, anciennement au-dessus de la porte de la chambre des comptes à Paris.

Œuvres d'Étienne-Pierre-Adrien Gois
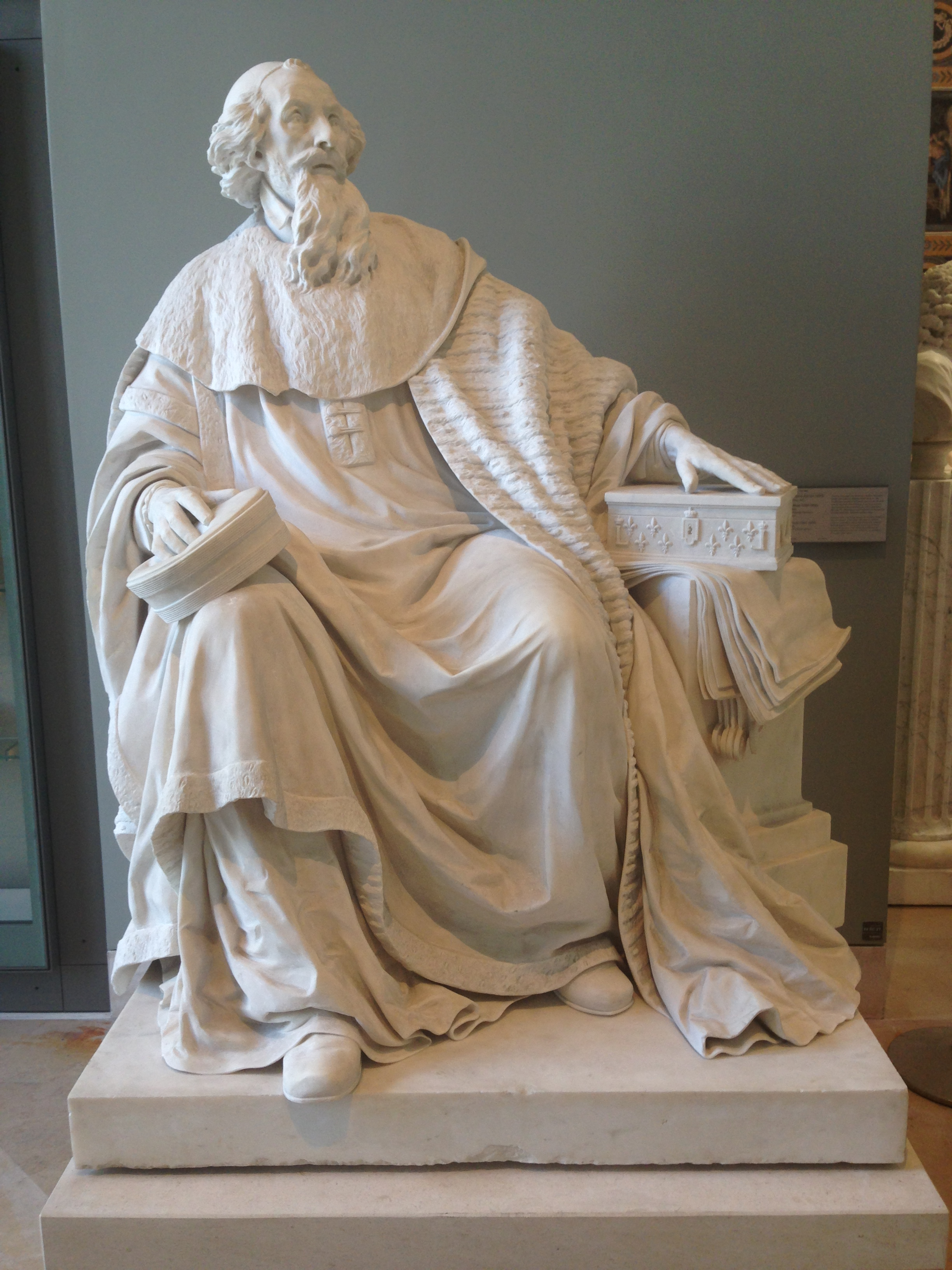
Mathieu Molé (1789), marbre, Paris, musée du Louvre.
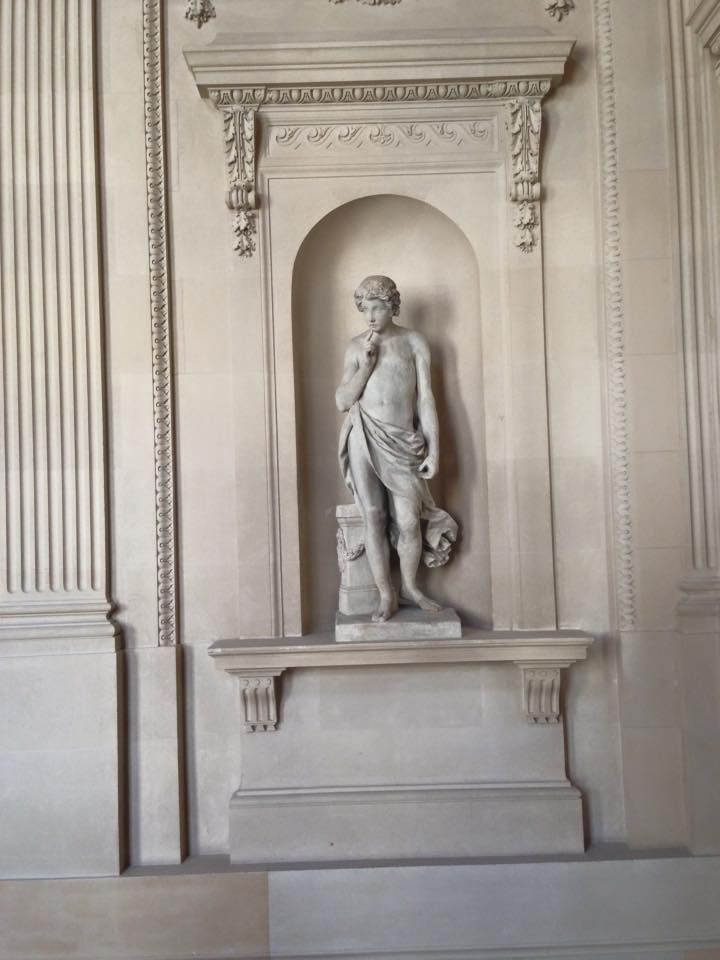
Le Silence (?), Paris, hôtel de Saint-Florentin.
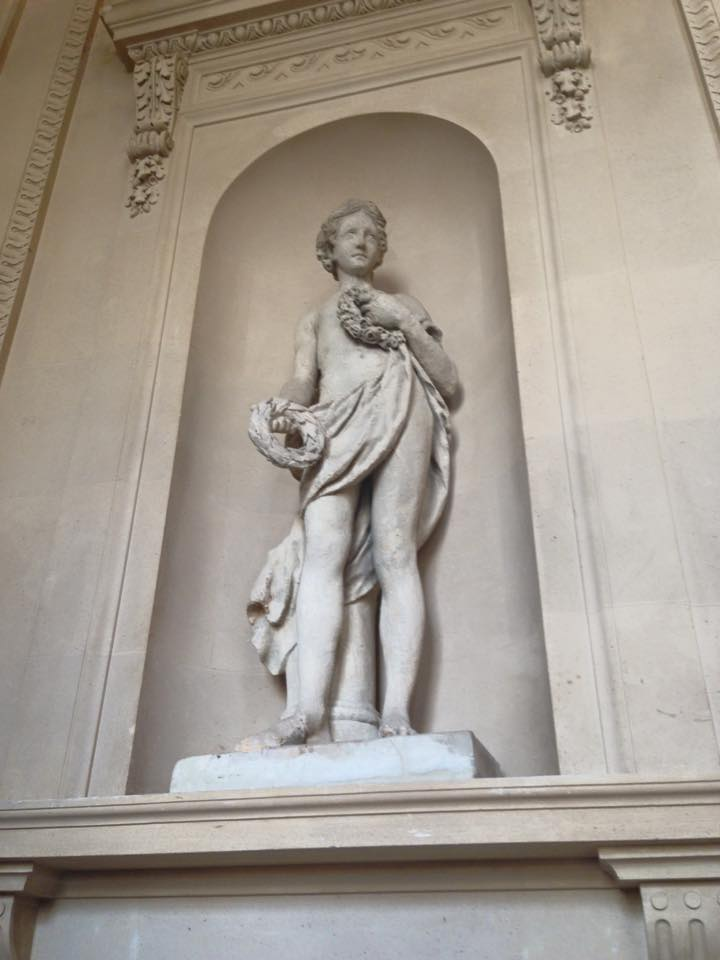
La Renommée (?), Paris, hôtel de Saint-Florentin.

## Élèves
- Antoine-Denis Chaudet (1763-1810)
- Edme-François-Étienne Gois